# 13292 Hernandezmon
13292 Hernandezmon este o planetă minoră (asteroid), cu un diametru de 4,926 km, din centura de asteroizi. A fost descoperită pe 28 august 1998 la Magdalena Ridge Observatory⁠(d) de Lincoln Near-Earth Asteroid Research. 
Obiectul prezintă o orbită caracterizată de o semiaxă mare de 2,522709 UAi, o excentricitate de 0,12, o înclinație de 5,46283 ° în raport cu ecliptica.